# Fuad
Fuad (in arabo: فؤاد) è un nome proprio di persona arabo maschile.

## Varianti
- Traslitterazioni alternative: Fouad, Fu'ad, Fuʾād

### Varianti in altre lingue
- Turco: Fuat[1]

## Origine e diffusione
Si basa sul termine arabo فؤاد (fu'ad), che vuol dire "cuore"; ha quindi analogo significato al nome Cordula.

## Persone

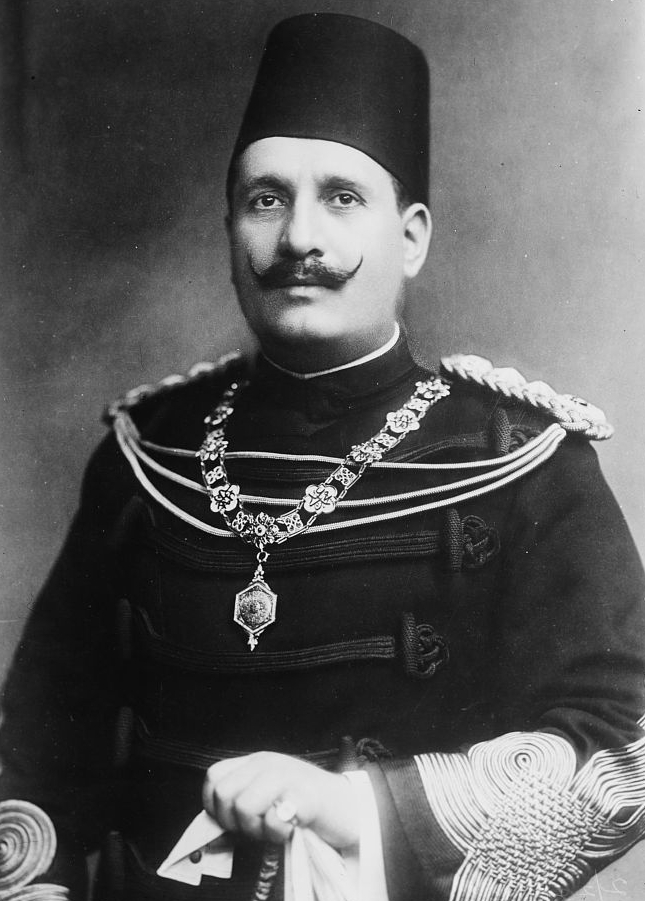
Fu'ad I d'Egitto

- Fuad Amin, calciatore saudita
- Fuad Ibrahim, calciatore etiope

## Variante Fu'ad
- Fu'ad I d'Egitto, re d'Egitto.
- Fuʾād II d'Egitto, re d'Egitto.
- Ahmad Fu'ad Muhyi al-Din, politico egiziano.
- Tal'at Fu'ad Qasim, fondamentalista egiziano.
- Fu'ad Shihab, politico libanese.

### Variante Fuat

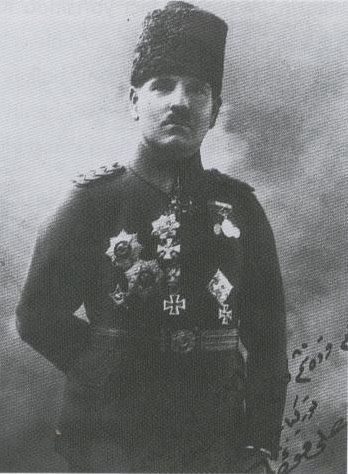
Ali Fuat Cebesoy

- Ali Fuat Cebesoy, generale e politico turco.
- Fuat Necati Öncel, avvocato e politico turco.

### Variante Fouad
- Khaled Fouad Allam, sociologo e politico algerino naturalizzato italiano.
- Fouad Idabdelhay, calciatore olandese.
- Fouad Jumblatt, politico libanese.
- Fouad Laroui, scrittore marocchino.
- Fouad Mebazaâ, politico tunisino.
- Fouad Siniora, politico libanese.
- Fouad Twal, patriarca cattolico giordano.

## Il nome nelle arti
- Fuad è un personaggio del film La tigre e la neve, diretto da Roberto Benigni.